# Trachylepis hoeschi
Trachylepis hoeschi (мабуя Хеша) — вид сцинкоподібних ящірок родини сцинкових (Scincidae). Мешкає в Анголі і Намібії.

## Поширення і екологія
Мабуї Хеша мешкають на південному заході Анголи та на північному заході Намібії. Вони живуть в сухих, кам'янистих саванах, на луках та на порослих рослинністю дюнах в пустелях. Зустрічаються на висоті від 10 до 2200 м над рівнем моря. Живляться комахами.